# Hajos-Wiechert-Keton
Das Hajos-Wiechert-Keton, auch Hajos-Parrish-Keton, ist eine bicyclische chemische Verbindung.

## Darstellung
Die Verbindung kann auf organokatalytischem Wege erhalten werden. Die Aldoladdition zum (S)-(+)-Hajos-Parrish-Ketol 2 wird durch die natürliche Aminosäure (S)-(–)-Prolin katalysiert. Die Reaktion läuft bei Raumtemperatur ab. Wird die Reaktion mit höherer Katalysatorbeladung und bei höherer Temperatur durchgeführt, so erhält man das (S)-(+)-Hajos-Wiechert-Keton 3, das durch Abspaltung von Wasser aus dem Hajos-Parrish-Ketol entsteht. Wenn man die unnatürliche Aminosäure (R)-(+)-Prolin als Katalysator verwendet, erfolgt die Synthese der Enantiomere (R)-(–)-2 und (R)-(–)-3. Das geschieht auch wenn man in der Reaktion anstatt von (S)-(+)-Prolin die β-Aminosäure (S)-Homoprolin als Katalysator anwendet.

## Reaktionsmechanismus
Es gibt mehrere Vorschläge zum Reaktionsmechanismus der (S)-(–)-Prolin-katalysierten Bildung des (S)-(+)-Hajos-Wiechert-Ketons. Diese Vorschläge stammen u. a. von Zoltan Hajos und David R. Parrish (1974), Claude Agami et al. (1984) sowie Bahmanyar und Houk (2001) und werden unter dem Lemma Hajos-Parrish-Eder-Sauer-Wiechert-Reaktion im Detail erläutert.

## Verwendung
Das Hajos-Wiechert-Keton (Hajos-Parrish-Keton) (S)-(+)-3 ist ein Synthesebaustein zur Totalsynthese von Steroiden und anderen natürlichen Verbindungen. So gelang beispielsweise die enantioselektive Totalsynthese von (+)-Cortistatin A ausgehend vom (S)-(+)-3 Hajos-Parrish-Keton und der ent-Desoxycholsäure ausgehend vom (R)-(–)-3 Hajos-Parrish-Keton.

(+)-Cortistatin A, ein von marinen Organismen synthetisierter Wirkstoff